# Villarpedre
Villarpedre ist eine von 7 Parroquias der Gemeinde Grandas de Salime in der autonomen Region Asturien im Norden Spaniens. 
Die 5 Einwohner (2011) leben in 11 Gebäuden auf einer Fläche von 12,91 km², was einer Bevölkerungsdichte von 0,4 Einw./km² entspricht. Die Gemeindehauptstadt Grandas ist ca. 10 km entfernt. Die kleine Kirche von Villarpedre ist der Mutter Gottes (Santa María) geweiht. 

## Zugehörige Ortsteile und Weiler
- Villarpedre